# Škofijska gimnazija Antona Martina Slomška
Škofijska gimnazija Antona Martina Slomška (ŠgAMS) je zasebna katoliška gimnazija, ki ima prostore na Vrbanski cesti 30 v Mariboru. Deluje v okviru Zavoda Antona Martina Slomška. Pod okrilje le-tega spadajo tudi Hiša otrok-vrtec montessori in osnovna šola (do 6. razreda) monstessori, dijaški dom AMS, Glasbena in baletna akademija AMS in Medgeneracijska akademija AMS. Nekdaj je v okviru zavoda deloval tudi študentski dom. Imenuje se po škofu blaženem Antonu Martinu Slomšku, zavednemu Slovencu in prvemu Mariborskemu škofu.

## Zgodovina
7. 2. 1992 se je sestal Iniciativni odbor za ustanovitev Škofijske gimnazije v Mariboru 
4. 3. 1994 je bila ustanovljena Mešana krovna komisija vlade Republike Slovenije in RKC (MKK) v okviru katere so se nadaljevali pogovori o gimnaziji, začeti pod Demosovo vlado.
18. 5. 1994 je bil sprejet sklep MKK: »Ministrstvo za šolstvo in šport in Ministrstvo za kulturo naj do jeseni storita vse, kar je v njuni moči, da Mariborska škofija dobi prostor za gimnazijo, ki naj začne z delom v šolskem letu 1995/96«.
17. 6. 1994 je bil sprejet sklep MKK : »Ministrstvo za šolstvo in šport bo ob postopkih za denacionalizacijo cerkvenih objektov prostorske težave šol reševalo v dogovoru s posamezno škofijo«.
1. 9. 1995 je mariborski škof dr. Franc Kramberger podpisal ustanovitveni akt za Vzgojno izobraževalni zavod Antona Martina Slomška in za v. d. direktorja imenoval dr. Ivana Štuheca.
25. 3. 1996 je Okrožno sodišče v Mariboru izdalo sklep o vpisu VIZ Antona Martina Slomška v sodni register.
24. 5.1996 je Agencija za plačilni promet izdala odločbo o odprtju računa VIZ A. M. Slomška. - od marca do novembra 1996 so potekala pogajanja za prostore med Vlado RS in Škofijskim ordinariatom Maribor.
19. 12. 1996 je bil potrjen splošni gimnazijski program s strani Strokovnega sveta za splošno izobraževanje RS.
5. 3. 1997 je rojstni dan Škofijske gimnazije Antona Martina Slomška v Mariboru. Ministrstvo za šolstvo in šport je izdalo odločbo, da lahko ŠgAMS začne z delovanje v šolskem letu 1997/98.
7. in 8. 3. 1997 je bil organiziran prvi informativni dan v Škofijski avli.
14. 4. 1997 je mariborski škof dr. Franc Kramberger imenoval Ireno Rebolj Kraner za v. d. ravnateljico ŠgAMS.
V mesecih junij, julij in avgust 1997 je bilo pripravljeno vse potrebno za verifikacijski postopek.
1. 9. 1997 so s sv. mašo v stolnici in svečano akademijo v Škofijski avli začeli prvo šolsko leto. Po maši in akademiji so slovesno odprli prenovljene prostore v 3. nadstropju Srednje strojne in kovinarske šole na Zolajevi ulici 12 v Mariboru.
8. 10. 1997 so dobili odločbo, da je ŠgAMS vpisana v Razvid izvajalcev javno veljavnih programov.
Leta 2008 se je Škofijska gimnazija preselila iz Tezna v obnovljeno stavbo, ki je bila sicer zgrajena že pred 2.sv. V tej stavbi sta že od leta 2007 delovala vrtec in študentski dom. 

### Ravnatelji:
-Prva ravnateljica je bila Irena Rebolj Kraner, ki je bila na tem položaju od 1997 do 2017.
- Bernardka Radej, na položaju od 2017 do 2018
-Dr. Samo Repolusk, na položaju od 2018 do danes.

## Sedanjost
ŠgAMS v Mariboru temelji na klasični judovsko-krščanski in grško-rimski kulturi ter na njih gradi sodobne dosežke evropske civilizacije. 
ŠgAMS je splošna gimnazija, ob zaključku katere se opravlja splošna matura. Od ostalih gimnazij se razlikuje po pravilniku, dodanem predmetu Vera in kultura, pri katerem dijaki spoznavajo različna verstva sveta in njihovo kulturo in vsakodnevni duhovni misli, ki jo pripravijo dijaki.
Šolske ure trajajo 45 minut, le prva je zaradi duhovne misli daljša in obsega 50 minut. 
Dijakom je prav tako omogočeno sodelovanje na športnih tekmovanjih in na tekmovanjih iz znanja. Na šoli je organizirana tudi dramska skupina, dijaška skupnost, omogočeno je tudi sodelovanje na kulturnih prireditvah. Dijaki vsakdan na šoli opisujejo kot zanimiv in razgiban. 
Vsako leto organizirajo Dneve za radovedne. Gre za sklop dogodkov, katerih se lahko udeležijo učenci 9. razredov. Njihov namen je predstavitev šole in vsakdana na njej.  
Predstavljajo se tudi na različnih sejmih šol in na informativnem dnevu. 